# George II van Waldeck-Pyrmont
George Frederik Hendrik van Waldeck-Pyrmont (Weil bij Bazel, 20 september 1789 - Arolsen, 15 mei 1845), ook George Hendrik, was van 1813 tot 1845 vorst van Waldeck en Pyrmont (Waldeck-Pyrmont).
Hij was de zoon van vorst George I en Augusta, dochter van August II van Schwarzburg-Ebeleben. Hij volgde op 9 september 1813 zijn vader op als vorst van Waldeck en Pyrmont. In 1814 vaardigde hij een nieuwe constitutie uit, die echter op sterke weerstand van de stenden stuitte, wier privileges deze aantastte. Uiteindelijk kwam men in 1816 een nieuwe constitutie overeen, die tot 1848 van kracht zou blijven.
In 1832 trad hij toe tot de Zollverein. Hij stierf op 15 mei 1845 en werd opgevolgd door zijn zoon George Victor.

## huwelijk en kinderen
Hij trad in 1823 in het huwelijk met Emma, dochter van Victor II van Anhalt-Bernburg-Schaumburg-Hoym. Uit dit huwelijk werden vijf kinderen geboren.
- Augusta van Waldeck-Pyrmont (1824-1893)
- Jozef van Waldeck-Pyrmont (1825-1829)
- Hermine (1827-1910) huwde Adolf I George van Schaumburg-Lippe
- George Victor (1831-1893)
- Walraad (1833-1867)